# Championnat d'Autriche de football 1987-1988
Navigation
Saison précédente Saison suivante
La saison 1987-1988 du Championnat d'Autriche de football était la 77e édition du championnat de première division en Autriche. La Bundesliga regroupe les 12 meilleurs clubs du pays au sein d'une poule unique où ils s'affrontent deux fois au cours de la saison, à domicile et à l'extérieur. À la fin de cette première phase, les 8 premiers jouent la poule pour le titre tandis que les 4 derniers rejoignent les 4 premiers de Nationalliga, la deuxième division autrichienne, pour attribuer les 4 dernières places pour la prochaine saison de Bundesliga.
C'est le club du SK Rapid Vienne, tenant du titre, qui remporte à nouveau le championnat en terminant en tête du classement final, avec 8 points d'avance sur le FK Austria Vienne et 12 sur le SK Sturm Graz. C'est le 27e titre de champion d'Autriche de l'histoire du club.

## Les 12 clubs participants
| - SK Rapid Vienne - Grazer AK - Linzer ASK - Wiener Sport-Club - FC Swarovski Tirol - SK Austria Klagenfurt | - VfB Mödling - Promu de Nationalliga - SK VÖEST Linz - FC Admira Wacker - FK Austria Vienne - SK Sturm Graz - First Vienna FC |

## Compétition

### Première phase
Le barème utilisé pour établir le classement est le suivant :
- Victoire : 2 points
- Match nul : 1 point
- Défaite : 0 point

| Rang | Équipe                | Pts | J  | G  | N  | P  | Bp | Bc | Diff |
| ---- | --------------------- | --- | -- | -- | -- | -- | -- | -- | ---- |
| 1    | SK Rapid Vienne T     | 36  | 22 | 15 | 6  | 1  | 52 | 22 | +30  |
| 2    | FK Austria Vienne     | 28  | 22 | 11 | 6  | 5  | 47 | 27 | +20  |
| 3    | Grazer AK             | 27  | 22 | 10 | 7  | 5  | 32 | 29 | +3   |
| 4    | FC Admira Wacker      | 25  | 22 | 11 | 3  | 8  | 52 | 31 | +21  |
| 5    | FC Swarovski Tirol    | 25  | 22 | 8  | 9  | 5  | 34 | 30 | +4   |
| 6    | SK Sturm Graz         | 24  | 22 | 9  | 6  | 7  | 33 | 32 | +1   |
| 7    | First Vienna FC       | 23  | 22 | 11 | 1  | 10 | 45 | 40 | +5   |
| 8    | Wiener Sport-Club     | 22  | 22 | 6  | 10 | 6  | 39 | 46 | -7   |
| 9    | SK VOEST Linz         | 19  | 22 | 7  | 5  | 10 | 37 | 40 | -3   |
| 10   | Linzer ASK            | 13  | 22 | 4  | 5  | 13 | 21 | 44 | -23  |
| 11   | SK Austria Klagenfurt | 12  | 22 | 4  | 4  | 14 | 17 | 43 | -26  |
| 12   | VfB Mödling P         | 10  | 22 | 2  | 6  | 14 | 29 | 54 | -25  |

|  | Participation à la poule pour le titre           |
|  | Participation à la poule de promotion-relégation |
|  | T Tenant du titre P Promu de Nationalliga        |

### Seconde phase

#### Poule pour le titre
| Rang | Équipe             | Pts | J  | G  | N  | P  | Bp | Bc | Diff |
| ---- | ------------------ | --- | -- | -- | -- | -- | -- | -- | ---- |
| 1    | SK Rapid Vienne T  | 54  | 36 | 22 | 10 | 4  | 81 | 40 | +41  |
| 2    | FK Austria Vienne  | 46  | 36 | 19 | 8  | 9  | 83 | 47 | +36  |
| 3    | SK Sturm Graz      | 42  | 36 | 15 | 12 | 9  | 55 | 48 | +7   |
| 4    | First Vienna FC    | 39  | 36 | 18 | 3  | 15 | 68 | 65 | +3   |
| 5    | FC Admira Wacker   | 38  | 36 | 16 | 6  | 14 | 73 | 51 | +22  |
| 6    | FC Swarovski Tirol | 37  | 36 | 11 | 15 | 10 | 47 | 49 | -2   |
| 7    | Grazer AK          | 35  | 36 | 11 | 13 | 12 | 50 | 66 | -16  |
| 8    | Wiener Sport-Club  | 31  | 36 | 9  | 13 | 14 | 63 | 77 | -14  |

|  | Qualification pour la Coupe des clubs champions 1988-1989 |
|  | Qualification pour la Coupe UEFA 1988-1989                |
|  | T Tenant du titre                                         |

#### Poule de promotion-relégation
Les 4 derniers de la première phase rejoignent les 4 premiers de saison régulière de Nationalliga. Les 4 premiers de cette poule se maintiennent ou accèdent à la Bundesliga.
| Rang | Équipe                   | Pts | J  | G | N  | P  | Bp | Bc | Diff |
| ---- | ------------------------ | --- | -- | - | -- | -- | -- | -- | ---- |
| 1    | Linzer ASK               | 18  | 14 | 4 | 10 | 0  | 16 | 7  | +9   |
| 2    | SK Austria Klagenfurt    | 18  | 14 | 6 | 6  | 2  | 18 | 12 | +6   |
| 3    | SKNV St. Pölten (D2)     | 17  | 14 | 6 | 5  | 3  | 30 | 17 | +13  |
| 4    | SK Vorwärts Steyr (D2)   | 17  | 14 | 5 | 7  | 2  | 14 | 8  | +6   |
| 5    | SK VOEST Linz            | 15  | 14 | 5 | 5  | 4  | 17 | 18 | -1   |
| 6    | Kremser SC C (D2)        | 12  | 14 | 4 | 4  | 6  | 14 | 16 | -2   |
| 7    | SV Austria Salzburg (D2) | 9   | 14 | 4 | 1  | 9  | 10 | 20 | -10  |
| 8    | VfB Mödling P            | 6   | 14 | 2 | 2  | 10 | 14 | 35 | -21  |

|  | Promotion en Bundesliga                                    |
|  | Qualification pour la Coupe des Coupes 1988-1989           |
|  | Relégation directe en Nationalliga                         |
|  | C Vainqueur de la Coupe d'Autriche P Promu de Nationalliga |

## Bilan de la saison
| Championnat d'Autriche de football 1987-1988 |                             |
| Champion                                     | SK Rapid Vienne (29e titre) |
| Coupes et trophées                           |                             |
| Vainqueur de la Coupe d'Autriche 1987-1988   | Kremser SC                  |
| Qualifications continentales                 |                             |
| Coupe d'Europe des clubs champions 1988-1989 | SK Rapid Vienne             |
| Coupe des Coupes 1988-1989                   | Kremser SC                  |
| Coupe UEFA 1988-1989                         | FK Austria Vienne           |
| Coupe UEFA 1988-1989                         | SK Sturm Graz               |
| Coupe UEFA 1988-1989                         | First Vienna FC             |
| Promotions et relégations                    |                             |
| Promus en Bundesliga                         | SKNV St. Pölten             |
| Promus en Bundesliga                         | SK Vorwärts Steyr           |
| Relégués en Nationalliga                     | SK VOEST Linz               |
| Relégués en Nationalliga                     | VfB Mödling                 |